# Chorvatská rolnická strana
Chorvatská rolnická strana (chorvatsky Hrvatska seljačka stranka) byla vlivná politická strana v Království Srbů, Chorvatů a Slovinců. Do roku 1918 nesla název Chorvatská lidová rolnická strana, pak do roku 1925 Chorvatská republikánská strana. Po dohodě se srbskou vládou bylo roku 1925 bylo vypuštěno adjektivum „republikánská“. V roce 1990 byl vytvořen nový politický subjekt, který na název a působení této strany odkazuje.

## Historie
Dlouholetým předsedou a zakladatelem strany byl chorvatský politik Stjepan Radić. Strana svůj význam získala hlavně díky úspěchu ve volbách, neboť se za ní semknulo mnoho chorvatských občanů tehdejšího království. Strana se stala jakýmsi hlavním politickým nástrojem chorvatstva v královské Jugoslávii. Názorově se velmi ostře vymezovala vůči tehdejšímu režimu - snila o zbudování rolnické republiky. Vstoupila také do tzv. "zelené internacionály" rolnických stran, spolu s např. československými agrárníky. Její předseda Radić byl za to několikrát dokonce ve vězení. Na druhou stranu se HSS velmi často účastnila podílu moci v jugoslávské vládě, neboť její zisky ve volbách byly nemalé.
Strana působila až do převratu 6. ledna 1929, kdy byla spolu s mnohými ostatními partajemi tehdejšího jugoslávského království zakázána. Obnovena byla až v roce 1931[zdroj?], kdy se systém politických stran po šoku z ledna 1929 liberalizoval a stabilizoval. To také vedlo k procesu rozmělňování státu. Na konci 30. let byla v rámci reorganizace administrativního zřízení vytvořena Chorvatská bánovina. Názorová orientace řady členů strany již nebyla jugoslávská, ale spíše prorakouská.
Po vzniku nezávislého státu Chorvatsko se k moci dostali ustašovci. Představitelé HSS sice nezávislost přivítali, novým režimem však byli znepokojeni. Jakmile se fašisté chopili moci, rozhodli se likvidovat své oponenty, především z řad Chorvatské rolnické strany. Kromě internování v táborech se pokoušeli oslovit nižší členstvo, aby přešlo na jejich stranu (neboť se obávali, že by také mohlo přejít k partyzánům. Někteří z představitelů strany odcestovali do Londýna (například Ivan Šubašić a působili v exilové vládě. Poté, co se moci v celé zemi chopili komunisté, byla HSS zakázána. V roce 1990 byl vytvořen nový politický subjekt, který na název a působení této strany odkazuje. Strana postupně se postupně posunovala od konzervativních a křesťanskodemokratických tezí směrem doleva, v roce 2017 pak strana celkově změnila svoji koncepci a představila nový, liberální, progresivní, zelený a proevropský program.

## Program
V minulosti se strana profilovala konzervativně, v roce 2017 však byla schválena radikální změnu koncepce programu strany. Nové ideové teze byly představeny v dokumentu Progresivní republikáni - Nová republika. Strana se přihlásila k liberálním a sociálně liberálním hodnotám stojícím na "národním základu". V současnosti strana požaduje změny politického systému a hospodářství. Mezi programové teze patří důkladná decentralizace, zavedení nepřímé volby prezidenta a naopak zavedení přímé volby soudců, omezení autonomie policie, přístup Chorvatska k jádru Evropské unie, progresivní zdanění, zrušení DPH na zemědělské produkty, zákaz privatizace státních lesů a vodních zdrojů či jejich prodej cizincům, zásadní reforma vzdělávání či zvýšení platu pro rodiče s třemi a více dětmi.